# Catedral de Ajaccio
A Catedral de Ajaccio, oficialmente Catedral de Nossa Senhora da Assunção de Ajaccio (em francês: Catedral de Notre-Dame de l'Assomption de Ajaccio) e também conhecida como Catedral da Assunção de Santa Maria (em francês: Cathédrale de l'Assomption de Sainte-Marie), é uma igreja católica romana localizada em Ajaccio, na Córsega. A catedral é a sede eclesiástica da Diocese de Ajaccio, sufragânea da Arquidiocese de Marselha. É dedicado à Virgem Maria e é de estilo arquitetônico barroco-maneirista.

## História
A atual catedral foi construída entre 1583 e 1593 e é atribuída ao arquiteto italiano Giacomo della Porta. Foi construída para substituir a antiga Catedral de Saint-Croix, destruída em 1553, para dar espaço às estruturas de defesa da cidade, como indicado na licença requerida pelo Conselho de Anciãos em 1559 ao Senado de Gênova e ao Papa Gregório XIII , solicitando a construção de uma nova catedral. A pedra fundamental foi lançada em 1593 por Jules Giustiniani, ordenado bispo pelo Papa Sisto V. A catedral também é o local de batismo de Napoleão Bonaparte em 21 de julho de 1771. Em seu leito de morte em Santa Helena, em 1821, Napoleão teria dito que "se eles banirem meu cadáver, como têm banido meu corpo, negando um pedaço de terra para ser enterrado, então eu gostaria de ser sepultado com meus antepassados na Catedral de Ajaccio, na Córsega."
A catedral está classificada como monumento histórico desde 30 de outubro de 1906.
De acordo com a lenda, em 15 de agosto de 1769, Letizia Buonaparte sentiu dores de parto súbitas enquanto estava na catedral. Ela correu para a casa Buonaparte, a poucos passos de distância, e deu à luz Napoleão no sofá do primeiro andar antes que pudesse chegar ao seu quarto no andar superior.

## Arquitetura

### Exterior
A Catedral Ajaccio é uma construção no estilo da Contrarreforma com uma fachada ocre barroca.

### Interior

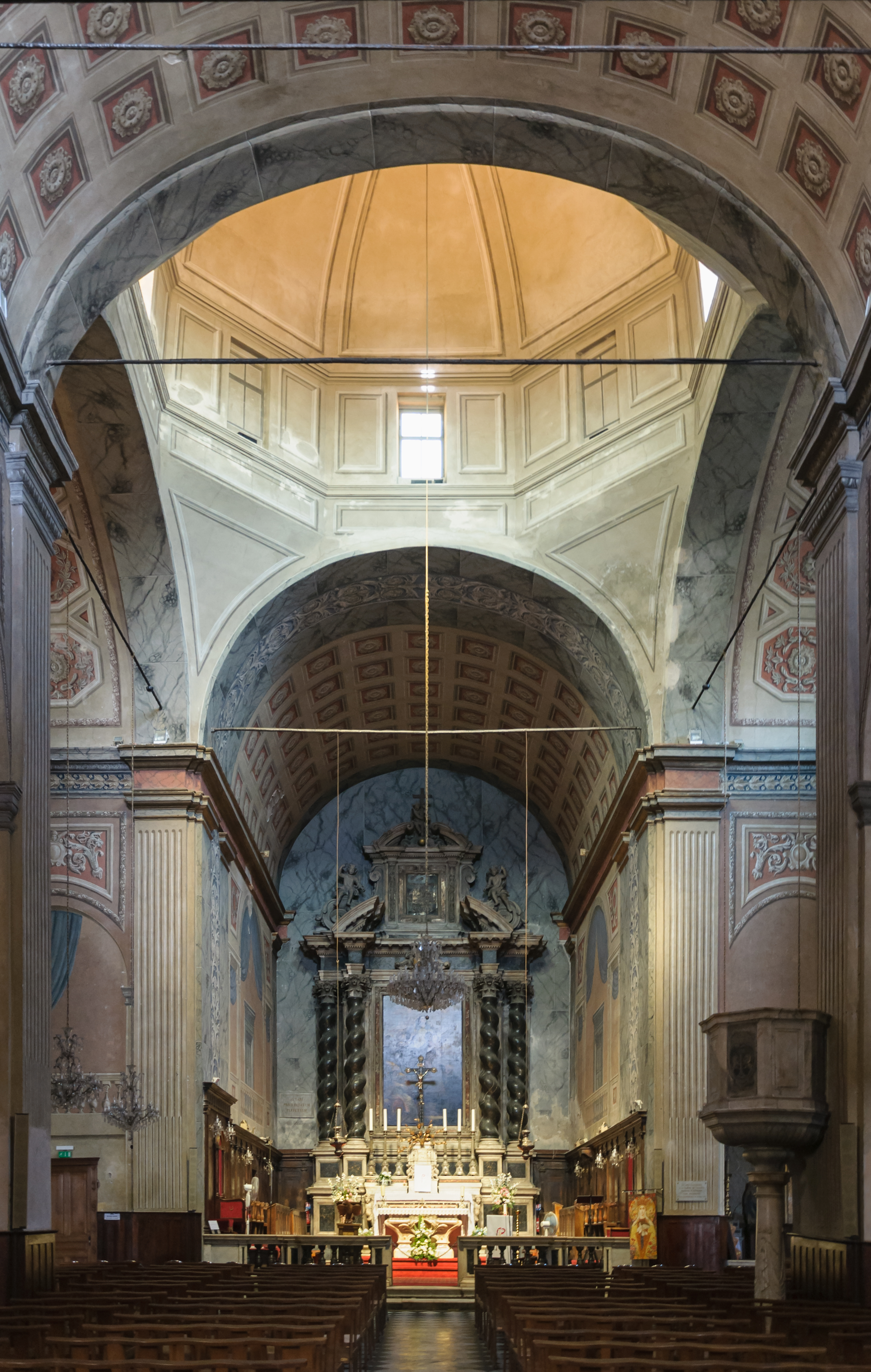
Vista do interior da nave e do coro

A catedral atual é menor que sua predecessora. A Cruz Latina interior é delineada pelo transepto raso e de tamanho modesto, coberto por um domo. A nave central é muito alta e larga mas é curta em comprimento em comparação com o resto da construção. É coberta com arcos de abóbada de berço remanescentes da época do Renascimento. O prédio também tem dois corredores que partem da porta da frente e vão até o transepto, separados no meio pelas sete capelas ao lado de duas filas de três colunas.
Na entrada à direita há o mármore da pia batismal. Uma simples tigela gravada com o brasão Giustiniani de armas, encimada por um bronze da coroa Toscana, abaixo da qual há uma inscrição em letras douradas: Heic baptisatus Magnus Imperator (Aqui é batizado o Grande Imperador, em latim).
O altar é em mármore policrômico, um presente de Elisa Bonaparte, irmã de Napoleão, e tem um retábulo composto de quatro colunas torsas de mármore preto de Porto Venere. Nas extremidades das colunas, a Ordem Coríntia tem um duplo pedestal com uma coleção de mármore. O tabernáculo data da época da construção da catedral e se situava na pia batismal. Em seguida, foi colocada no altar-mor e se destaca por seu estilo pouco ortodoxo.
A Catedral de Ajaccio tem sete capelas, mas os três seguintes são os mais proeminentes:
- A Capela de Nossa Senhora da Misericórdia (em francês: Chapelle de la Vierge de la Miséricorde) é um 1752 capela em honra da Virgem da Misericórdia é dedicado à santa padroeira de Ajaccio, a Virgem Maria. Ele tem um altar de mármore desenhado por Geonese e esculturas decoradas com mármore Brocatello em espirais da Espanha.
- A Capela de Nossa Senhora do Rosário (em francês: Chapelle Notre Dame du Rosaire) é uma capela de 1765 que abriga o estuque do altar e a série de nichos representando os mistérios Gloriosos, Gozosos, Luminosos e Mistérios Dolorosos, do Rosário, um nicho central com a estátua da Virgem Maria e dois nichos laterais contendo estátuas de São Domingos e Santa Catarina de Siena.
- A Capela de nossa senhora de Pianto (francês: Chapelle de la Madonna de Pianto) é uma pequena capela do século XVIII que contém muitos murais de Domenico Tintoretto e O Triunfo da Religião de Eugène Delacroix.

A catedral também guarda um grande órgão de tubos, construído em 1849 por Aristide Cavaillé-Coll e depois restaurada e eletrizados por Joël Pétrique.